# Døden på Nilen
Døden på Nilen (Originaltitel: "Death on the Nile") er en krimi af den engelske forfatterinde Agatha Christie udgivet i 1937 med den belgiske detektiv Hercule Poirot som detektiv assisteret af oberst Race.

## Omgivelser
Christie har henlagt det meste af handlingen til Egypten med udgangspunkt i et krydstogt på Nilen. Livet om bord er meget intenst beskrevet, og stemningen virker autentisk.

## Plot
Bogen er et trekantsdrama med mange sidespor. En millionøse gifter sig med sin bedste venindes kæreste, og veninden truer parret offentligt. Under opholdet på nildamperen S.S. Karnak bliver millionøsen myrdet, og veninden er hovedmistænkt. Hun har imidlertid et alibi, og det viser sig hurtigt, at der også var andre i den dræbtes omgangskreds med et motiv til at dræbe hende. Poirot, der er om bord på damperen, kan ikke forhindre, at der sker flere mord, men opklarer dog til sidst sagen.

## Bearbejdning

### Teater
Christie omskrev romanen til teaterstykket, Murder on the Nile. Stykket havde premiere i 1945 på The Wimbledon Theatre og flyttedei 1946 til Ambassadors Theatre i West End.

### Film
EMI indspillede i 1978 en filmatisering af Døden på Nilen med Peter Ustinov i rollen som Poirot og Bette Davis, Angela Lansbury, Mia Farrow og David Niven i andre fremtrædende roller. Det var den første udenlandske film i 20 år med optagelser i Egypten, bl.a. ved pyramiderne og Luxor.

### TV
Døden på Nilen indgår i den TV-serie om Poirot, hvor David Suchet spiller hovedrollen. Den havde premiere den 12. april 2004.

## Danske udgaver
- Carit Andersen (De trestjernede kriminalromaner); 1961
- Forum Krimi (Agatha Christie, bind 7)1975.
- Wøldike; 1989.
- Forum kriminalromaner; 4. udgave; 1996
- Peter Asschenfeldts Nye Forlag; 1998.
- Rosenkilde & Bahnhof; 2013